# آلان جويليه
آلان جويليه (بالفرنسية: Alain Juillet)‏ مسؤول سامي فرنسي و الرئيس السابق للمديرية العامة للامن الخارجي.

## مسيرته المهنية
ولد في 14 سبتمبر 1942 بفي فيشي في أليي ، هو مدير أعمال. كما شغل مناصب مختلفة في المديرية العامة للأمن الخارجي ، ولا سيما على رأس مديرية المخابرات بين 2002 و 2003, قبل تعيينه كبير المسؤولين المكلفين بالمخابرات الاقتصادية لرئيس الوزراء حتى 2009 .
في 20 مارس 2020 انضم إلى وسائل الإعلام آر تي فرنسا، الفرع الناطق بالفرنسية في القناة الإخبارية الروسية الدولية أر تي، لاستضافة عمود عن الجيوبوليتيك مرتين في الشهر.
كان عضوا في لجنة تحكيم جائزة إدغار فوري للأدب السياسي عام 2007.

## مذكرات و مراجع
1. ↑  "RT France recrute Alain Juillet, ancien patron du Renseignement à la DGSE". مؤرشف من الأصل في 2020-02-25. اطلع عليه بتاريخ 2020-02-25.
2. ↑  http://archive.wikiwix.com/cache/?url=http%3A%2F%2Fwww.edgarfaure.fr%2Fprix2007-jury.htm> نسخة محفوظة 2018-04-09 على موقع واي باك مشين.